# ヨハン2世 (ニュルンベルク城伯)
ヨハン2世・フォン・ニュルンベルク（Johann II. von Nürnberg、1320年以前（1309年?） – 1357年）は、ホーエンツォレルン家出身のニュルンベルク城伯で「獲得伯」あるいは「征服伯」と呼ばれる。

## 生涯
ヨハンは、ニュルンベルク城伯フリードリヒ4世とマルガレーテ・フォン・ケルンテンの息子。1332年に父の跡を継いだ。ホーエンツォレルン家のフランケン地方における所領を拡大したことにより既述のあだ名が付いた。中でも特筆すべきは、クルムバッハ伯領とそのプラッセンブルク城を獲得したことである。1340年にそれまでの領主であったオーラミュンデ伯家が断絶したため、相続契約に基づいてこれを相続したのであった。1345年には、短期間であるが、ブランデンブルク辺境伯領の庇護者として筆頭統治者になってもいる。
ヨハン2世の統治時代、ペストが発生し、ニュルンベルクでも多くの犠牲者を出した。ユダヤ系住民が病気を伝染したとされ、城伯がこれに対して断固とした態度をとらなかったため、多くのユダヤ人が殺害された。
ヨハンの死後は、一人息子のフリードリヒ5世が跡を継いだ。

## 子女
ヨハン2世は、1333年以前にヘンネベルク伯令嬢エリーザベト・フォン・ヘンネベルクと結婚した。彼らは5人の子供をもうけた。
- フリードリヒ5世（1333年 – 1398年） - ニュルンベルク城伯
- マレガレーテ（1377年没） - バイエルン公シュテファン2世妃（1359年ランツフート）
- エリーザベト（1383年頃没） - シャウムベルク伯ハインリヒ妃、ロイヒテンベルク方伯アルブレヒト妃
- アンナ（1383年没） - ヒンメルクロンの女子修道院長
- アーデルハイト - 1361年から1370年までビルケンフェルトの修道女

## 記念碑
ベルリンのジーゲスアレー（勝利の並木道）のブランデンブルク辺境伯ルートヴィヒ1世（すなわちバイエルン公ルートヴィヒ5世）を中心とした記念碑グループ10にエルンスト・ヘルター作のヨハン2世の胸像が置かれていた（本稿写真。1899年11月7日に除幕）。